# Hildedal

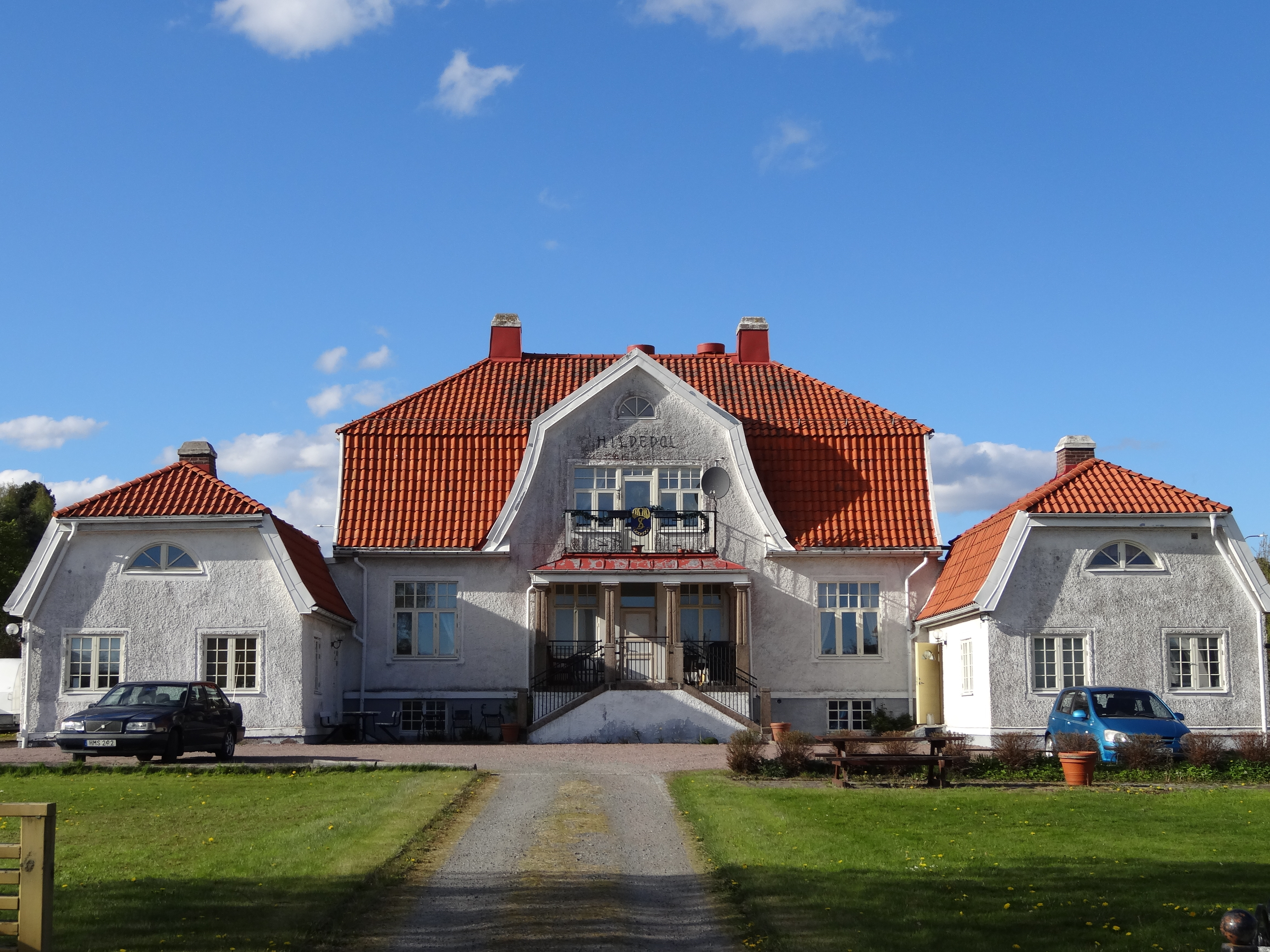
Hildedals gård, uppförd 1919.

Hildedal är en trädgårdsstad i stadsdelen Lundby på Hisingen i Göteborg.
Området är förlagt på den mark där tidigare Axel Svenssons handelsträdgård låg. Svenssons tvåvåningsvilla, uppförd 1919, står vid Växthusvägen 60.
Axel Svenssons handelsträdgård drevs från år 1907 fram till 1970-talet med gurkodling som specialitet. Byggnaden Hildedal är en herrgårdsliknande villa med putsad fasad och brutet tegeltäckt tak. Byggnaden ingår i kommunens bevaringsprogram sedan år 1987 och minner om den tid då handelsträdgårdar var vanliga i Tuve.

## Bostadsområdet
Området består av totalt 264 bostäder i form av flerfamiljshus, etagevåningar, radhus, parhus och kedjehus uppdelat i totalt sju bostadsrättsföreningar:
- Riksbyggen (totalt 121 bostäder)
  - Brf Hildedal
  - Brf Botanikern
  - Brf Floristen
- JM (totalt 143 bostäder)
  - Brf Kamomillen
  - Brf Gulmåran i Hildedal
  - Brf Rödlöken
  - Brf Taklöken